# 廖君
廖君（1978年10月—），女，高级记者。1998年从华中师范大学新闻系毕业后，进入新华社湖北分社工作至今，现任新华社湖北分社都市采访部主任。

## 生平
2019冠状病毒病疫情期间，廖君编写并发表了大量报道和内参，包括《武汉市卫健委通报：发现的多例肺炎病例为病毒性肺炎 未发现明显人传人现象》、《实地探访华南海鲜市场 店铺多数正常营业》、《8人因网上散布“武汉病毒性肺炎”不实信息被依法处理
》等。关于2019冠状病毒病疫情报道的首篇稿件便由廖君编写。
2020年3月8日16时，国务院新闻办公室在湖北武汉举行“国务院新闻办记者见面会”，作为被推介的7位“巾帼奋斗者”之一，廖君表示“要以手中的笔和镜头为武器，向世界讲述战‘疫’的中国故事、中国精神和中国力量”，获得中国大陆中央媒体专版赞扬她：“向你致敬！逆行而上的女记者”。